# Georg Christian Thielemann
Georg Christian Thielemann, född i Sachsen 1750, död 8 januari 1812, var en tysk klarinettist och trumpetare. 

## Biografi
Thielemann föddes 1750 i Sachsen. Thielemann anställdes 1785 i Hovkapellet tillsammans med sju andra tyska musiker som även ingick i Gustav IIIs privata harmonimusikkår. Vid Gustav IV Adolfs massuppsägningar 1807 fick han sluta sin klarinettjänst, men fick fortsätta som trumpetare. Samma år blev Thielemann utsedd till Kungliga harmonimusikens bibliotekarie. Han avled 8 januari 1812.